# Rio Paraguaizinho (vattendrag i Brasilien, lat -14,65, long -56,72)
Rio Paraguaizinho är ett vattendrag i Brasilien.   Det ligger i delstaten Mato Grosso, i den centrala delen av landet, 1 000 km väster om huvudstaden Brasília.
Omgivningarna runt Rio Paraguaizinho är huvudsakligen savann. Runt Rio Paraguaizinho är det glesbefolkat, med 9 invånare per kvadratkilometer.